# Natalia Madaj
Natalia Madaj (Piła, 25 gennaio 1988) è una canottiera polacca.

## Palmarès
- Olimpiadi

Rio de Janeiro 2016: oro nel 2 di coppia.
- Mondiali

Chungjiu 2013: bronzo nel 4 di coppia.
Amsterdam 2014: argento nel 2 di coppia.
- Europei

Atene 2008: argento nel 2 di coppia.
Brest 2009: bronzo nel 2 di coppia.
Plovdiv 2011: argento nel 4 di coppia.
Varese 2012: argento nel 4 di coppia.
Siviglia 2013: argento nel 2 di coppia.
Belgrado 2014: oro nel 2 di coppia.
Poznań 2015: oro nel 2 di coppia.